# Diskografie 50 Centa
Diskografie amerického rappera 50 Centa.

## Studiová alba
| Rok  | Album | Nejvyšší umístění v hitparádě | Nejvyšší umístění v hitparádě | Nejvyšší umístění v hitparádě | Nejvyšší umístění v hitparádě | Nejvyšší umístění v hitparádě | Nejvyšší umístění v hitparádě | Prodáno                                | Certifikace |
| Rok  | Album | US 200                        | US Hip-Hop                    | CAN                           | UK                            | EU                            | CZ                            | Prodáno                                | Certifikace |
| ---- | --- | ----------------------------- | ----------------------------- | ----------------------------- | ----------------------------- | ----------------------------- | ----------------------------- | -------------------------------------- | --- |
| 2003 | Get Rich or Die Tryin' - Vydáno: 6. únor 2003 - Vydavatel: Shady, Aftermath, Interscope - Formát: CD, LP, Audiokazeta, Digitální | 1                             | 1                             | 1                             | 2                             | —                             | *                             | US: 8 milionů Celosvětově: 12 milionů  | US: 9× platinová UK: 5x platinová CAN: 6x platinová AUS: 2x platinová RUS: 3x platinová IRE: platinová SWI: platinová GER: zlatá     |
| 2005 | The Massacre - Vydáno: 3. březen 2005 - Vydavatel: Shady, Aftermath, Interscope - Formát: CD, LP, Audiokazeta, Digitální         | 1                             | 1                             | 1                             | 1                             | 1                             | *                             | US: 5 milionů Celosvětově: 9 milionů   | US: 6× platinová UK: 3x platinová CAN: 3x platinová AUS: platinová RUS: 3x platinová IRE: 2x platinová SWI: platinová GER: platinová |
| 2007 | Curtis - Vydáno: 11. září 2007 - Vydavatel: Shady, Aftermath, Interscope - Formát: CD, LP, Digitální                             | 2                             | 2                             | 2                             | 2                             | 1                             | 7                             | US: 1,3 milionu Celosvětově: 2 miliony | US: platinová UK: platinová RUS: 3× platinová AUS: zlatá IRE: platinová FRA: zlatá GER: zlatá                                        |
| 2009 | Before I Self Destruct - Vydáno: 16. listopad 2009 - Vydavatel: Shady, Aftermath, Interscope - Formát: CD, LP, Digitální         | 5                             | 1                             | 11                            | 22                            | 22                            | 29                            | US: 500 000 Celosvětově: 1 milion      | US: zlatá UK: zlatá |
| 2014 | Animal Ambition - Vydáno: 3. června 2014 - Vydavatel: G-Unit, Caroline, Capitol - Formát: CD, LP, Digitální                      | 4                             | 1                             | 4                             | 21                            | —                             | —                             | US: 124 000 Celosvětově: 150 000       | |

## Nevydaná alba
Power of the Dollar (2000)
- Label: Columbia Records

## Kompilace
| Rok  | Album                                                                        | Nejvyšší umístění v hitparádě | Nejvyšší umístění v hitparádě | Nejvyšší umístění v hitparádě | Certifikace      |
| Rok  | Album                                                                        | US 200                        | CAN                           | UK                            | Certifikace      |
| ---- | ---------------------------------------------------------------------------- | ----------------------------- | ----------------------------- | ----------------------------- | ---------------- |
| 2002 | Guess Who's Back? - Vydáno: 26. duben 2002 - Vydavatel: Full Clip            | 28                            | —                             | —                             | UK: stříbrná     |
| 2003 | 24 Shots - Vydáno: 2003 - Vydavatel: Full Clip, Shady, Aftermath, Interscope | —                             | —                             | —                             |                  |
| 2017 | Best Of - Vydáno: 31. března 2017 - Vydavatel: Shady, Aftermath, Interscope  | 135                           | 75                            | —                             | UK: 2x platinová |

## Soundtracky
| Rok  | Album | Nejvyšší umístění v hitparádě | Nejvyšší umístění v hitparádě | Nejvyšší umístění v hitparádě | Certifikace                                     |
| Rok  | Album | US 200                        | CAN                           | UK                            | Certifikace                                     |
| ---- | --- | ----------------------------- | ----------------------------- | ----------------------------- | ----------------------------------------------- |
| 2002 | 8 Mile OST (s Eminem a dalšími) - Vydáno: 29. říjen 2002 - Vydavatel: Shady, Interscope                             | 1                             | 1                             | 1                             | US: 4x platinová CAN: 5x platinová UK: stříbrná |
| 2005 | Get Rich or Die Tryin' OST (s G-Unit Records) - Vydáno: 8. listopad 2005 - Vydavatel: G-Unit, Interscope, Universal | 2                             | 2                             | 18                            | US: platinová UK: zlatá                         |
| 2007 | Bulletproof OST - Vydáno: 23. července 2007 - Vydavatel: BCD, Shadyville Entertainment                              | -                             | -                             | -                             |                                                 |

## Mixtapy
Oficiální mixtapy:
- 2002 - 50 Cent Is the Future (s G-Unit)
- 2002 – No Mercy, No Fear (s G-Unit)
- 2002 – God's Plan (s G-Unit)
- 2003 – Automatic Gunfire
- 2005 – Bullet Proof (s DJ Whoo Kid)
- 2008 – Sincerely Yours, Southside
- 2009 – War Angel LP
- 2009 – Forever King
- 2011 – The Big 10
- 2012 – The Lost Tape (s DJ Drama)
- 2012 – 5 (Murder by Numbers)
- 2015 – The Kanan Tape

## Singly
| Rok  | Název písně                                                             | Pozice v mezinárodních žebříčcích | Pozice v mezinárodních žebříčcích | Pozice v mezinárodních žebříčcích | Pozice v mezinárodních žebříčcích | Pozice v mezinárodních žebříčcích | Certifikace                       | Album                               |
| Rok  | Název písně                                                             | US 100                            | US R&B                            | US Rap                            | CAN                               | UK                                | Certifikace                       | Album                               |
| ---- | ----------------------------------------------------------------------- | --------------------------------- | --------------------------------- | --------------------------------- | --------------------------------- | --------------------------------- | --------------------------------- | ----------------------------------- |
| 1999 | "How to Rob" (ft. The Madd Rapper)                                      | —                                 | 62                                | 24                                | —                                 | —                                 |                                   | Power of the Dollar                 |
| 1999 | "Rowdy Rowdy"                                                           | —                                 | —                                 | —                                 | —                                 | —                                 |                                   | In Too Deep OST                     |
| 1999 | "Your Life's on the Line"                                               | —                                 | 37                                | —                                 | —                                 | —                                 |                                   | Power of the Dollar                 |
| 2002 | "Wanksta"                                                               | 13                                | 4                                 | 3                                 | —                                 | —                                 | US: platinové                     | 8 Mile OST a Get Rich or Die Tryin' |
| 2003 | "In da Club"                                                            | 1                                 | 1                                 | 1                                 | 1                                 | 3                                 | US: diamantové UK: 4x platinové   | Get Rich or Die Tryin'              |
| 2003 | "21 Questions" (ft. Nate Dogg)                                          | 1                                 | 1                                 | 1                                 | 5                                 | 6                                 | US: 4x platinové UK: 2x platinové | Get Rich or Die Tryin'              |
| 2003 | "P.I.M.P."                                                              | 3                                 | 2                                 | 1                                 | 18                                | 5                                 | US: 3x platinové UK: 2x platinové | Get Rich or Die Tryin'              |
| 2003 | "If I Can't"                                                            | 76                                | 34                                | 15                                | —                                 | 10                                | US: zlaté UK: zlaté               | Get Rich or Die Tryin'              |
| 2004 | "Disco Inferno"                                                         | 3                                 | 4                                 | 3                                 | —                                 | 87                                | US: 2x platinové UK: stříbrné     | The Massacre                        |
| 2005 | "Candy Shop" (ft. Olivia)                                               | 1                                 | 1                                 | 1                                 | 7                                 | 3                                 | US: 5x platinové UK: platinové    | The Massacre                        |
| 2005 | "Just a Lil Bit"                                                        | 3                                 | 3                                 | 1                                 | —                                 | 10                                | US: 3x platinové UK: platinové    | The Massacre                        |
| 2005 | "Outta Control (Remix)" (ft. Mobb Deep)                                 | 6                                 | 11                                | 5                                 | 6                                 | 7                                 | US: platinové UK: zlaté           | The Massacre                        |
| 2005 | "Hustler's Ambition"                                                    | 65                                | 64                                | —                                 | —                                 | 13                                | US: zlaté UK: stříbrné            | Get Rich or Die Tryin' OST          |
| 2005 | "Window Shopper"                                                        | 20                                | 14                                | 9                                 | —                                 | 11                                | US: platinové UK: zlaté           | Get Rich or Die Tryin' OST          |
| 2006 | "Best Friend" (ft. Olivia)                                              | 35                                | 22                                | 10                                | —                                 | —                                 | US: platinové UK: stříbrné        | Get Rich or Die Tryin' OST          |
| 2006 | "I'll Whip Ya Head Boy" (ft. Young Buck a M.O.P.)                       | —                                 | 76                                | —                                 | —                                 | —                                 |                                   | Get Rich or Die Tryin' OST          |
| 2007 | "Straight to the Bank"                                                  | 32                                | 30                                | 10                                | —                                 | —                                 |                                   | Curtis                              |
| 2007 | "I Get Money"                                                           | 20                                | 10                                | 4                                 | 63                                | —                                 | US: platinové                     | Curtis                              |
| 2007 | "Ayo Technology" (ft. Justin Timberlake a Timbaland)                    | 5                                 | 41                                | 10                                | 12                                | 2                                 | US: 2x platinové UK: platinové    | Curtis                              |
| 2007 | "I'll Still Kill" (ft. Akon)                                            | 95                                | 52                                | 22                                | —                                 | —                                 |                                   | Curtis                              |
| 2008 | "Get Up"                                                                | 44                                | 23                                | 9                                 | 31                                | 24                                | US: zlaté                         | —                                   |
| 2008 | "I Get It In"                                                           | 53                                | 43                                | 16                                | 52                                | 75                                |                                   | —                                   |
| 2009 | "OK, You're Right"                                                      | —                                 | —                                 | —                                 | —                                 | —                                 |                                   | Before I Self Destruct              |
| 2009 | "Baby by Me" (ft. Ne-Yo)                                                | 28                                | 7                                 | 3                                 | 53                                | 17                                | US: zlaté UK: zlaté               | Before I Self Destruct              |
| 2009 | "Do You Think About Me"                                                 | —                                 | 26                                | 15                                | —                                 | 105                               |                                   | Before I Self Destruct              |
| 2011 | "Outlaw"                                                                | 87                                | 99                                | —                                 | 87                                | —                                 |                                   | —                                   |
| 2011 | "Wait Until Tonight"                                                    | —                                 | —                                 | —                                 | —                                 | —                                 |                                   | The Big 10                          |
| 2012 | "I Just Wanna" (ft. Tony Yayo)                                          | —                                 | 60                                | —                                 | —                                 | —                                 |                                   | The Big 10                          |
| 2012 | "New Day" (ft. Dr. Dre a Alicia Keys)                                   | 79                                | 43                                | 17                                | 43                                | —                                 |                                   | —                                   |
| 2012 | "My Life" (ft. Eminem a Adam Levine)                                    | 27                                | 6                                 | 5                                 | 14                                | 2                                 | US: zlaté UK: stříbrné            | —                                   |
| 2012 | "First Date" (ft. Too Short)                                            | —                                 | 48                                | —                                 | —                                 | —                                 |                                   | —                                   |
| 2013 | "Major Distribution" (ft. Snoop Dogg a Young Jeezy)                     | —                                 | 43                                | —                                 | —                                 | —                                 |                                   | —                                   |
| 2013 | "We Up" (ft. Kendrick Lamar)                                            | —                                 | 50                                | —                                 | —                                 | —                                 |                                   | —                                   |
| 2014 | "Hold On"                                                               | —                                 | 47                                | —                                 | —                                 | 199                               |                                   | Animal Ambition                     |
| 2014 | "Don't Worry 'Bout It" (ft. Yo Gotti)                                   | —                                 | 42                                | —                                 | —                                 | 165                               |                                   | Animal Ambition                     |
| 2014 | "Pilot"                                                                 | —                                 | 32                                | 20                                | —                                 | 95                                |                                   | Animal Ambition                     |
| 2014 | "Smoke" (ft. Trey Songz)                                                | —                                 | 42                                | —                                 | —                                 | 154                               |                                   | Animal Ambition                     |
| 2014 | "Hustler"                                                               | —                                 | —                                 | —                                 | —                                 | —                                 |                                   | Animal Ambition                     |
| 2014 | "Chase the Paper" (ft. Prodigy, Kidd Kidd a Styles P)                   | —                                 | —                                 | —                                 | —                                 | —                                 |                                   | Animal Ambition                     |
| 2014 | "Everytime I Come Around" (ft. Kidd Kidd)                               | —                                 | —                                 | —                                 | —                                 | —                                 |                                   | Animal Ambition                     |
| 2014 | "Irregular Heartbeat" (ft. Jadakiss a Kidd Kidd)                        | —                                 | —                                 | —                                 | —                                 | —                                 |                                   | Animal Ambition                     |
| 2014 | "Winners Circle" (ft. Guordan Banks)                                    | —                                 | —                                 | —                                 | —                                 | —                                 |                                   | Animal Ambition                     |
| 2014 | "Twisted" (ft. Mr Probz)                                                | —                                 | —                                 | —                                 | —                                 | —                                 |                                   | Animal Ambition                     |
| 2014 | "Animal Ambition"                                                       | —                                 | —                                 | —                                 | —                                 | —                                 |                                   | Animal Ambition                     |
| 2014 | "Big Rich Town" (ft. Joe)                                               | —                                 | —                                 | —                                 | —                                 | —                                 | UK: stříbrné                      | —                                   |
| 2015 | "Get Low" (ft. 2 Chainz a Jeremih)                                      | —                                 | —                                 | —                                 | —                                 | —                                 |                                   | —                                   |
| 2015 | "9 Shots"                                                               | —                                 | —                                 | —                                 | —                                 | —                                 |                                   | —                                   |
| 2015 | "Too Rich for the Bitch"                                                | —                                 | —                                 | —                                 | —                                 | —                                 |                                   | The Kanan Tape                      |
| 2016 | "I'm the Man" (ft. Sonny Digital/Chris Brown)                           | —                                 | —                                 | —                                 | —                                 | —                                 | US: 2x platinové                  | The Kanan Tape                      |
| 2016 | "No Romeo No Juliet" (ft. Chris Brown)                                  | —                                 | —                                 | —                                 | —                                 | —                                 |                                   | —                                   |
| 2017 | "Still Think I'm Nothing" (ft. Jeremih)                                 | —                                 | —                                 | —                                 | —                                 | —                                 |                                   | —                                   |
| 2018 | "Crazy" (ft. PnB Rock)                                                  | —                                 | —                                 | —                                 | —                                 | —                                 |                                   | —                                   |
| 2019 | "Big Rich Town" (Power Remix) (ft. Trey Songz a A Boogie Wit da Hoodie) | —                                 | —                                 | —                                 | —                                 | —                                 |                                   | —                                   |
| 2020 | "Part of the Game" (ft. NLE Choppa a Rileyy Lanez)                      | —                                 | —                                 | —                                 | —                                 | —                                 |                                   | —                                   |
| 2021 | "Wish Me Luck" (ft. Snoop Dogg, Moneybagg Yo a Charlie Wilson)          | —                                 | —                                 | —                                 | —                                 | —                                 |                                   | —                                   |
| 2022 | "Power Powder Respect" (ft. Jeremih a Lil Durk)                         | —                                 | —                                 | —                                 | —                                 | —                                 |                                   |                                     |

## Úspěšné hostující singly
- 2003 – Lil Kim - "Magic Stick" (ft. 50 Cent)
- 2004 – Young Buck - "Let Me In" (ft. 50 Cent)
- 2004 – Eminem - "Encore/Curtains Down" (ft. 50 Cent a Dr. Dre)
- 2004 – Game - "How We Do" (ft. 50 Cent)
- 2005 – Game - "Hate It or Love It" (ft. 50 Cent)
- 2005 – Tony Yayo - "So Seductive" (ft. 50 Cent)
- 2007 – Ciara - "Can't Leave 'em Alone" (ft. 50 Cent)
- 2009 – Eminem - "Crack a Bottle" (ft. 50 Cent a Dr. Dre)
- 2010 – Jeremih - "Down On Me" (ft. 50 Cent)
- 2011 – Nicole Scherzinger - "Right There" (ft. 50 Cent)
- 2012 – LoveRance - "Up!" (ft. 50 Cent)
- 2020 – Pop Smoke - "The Woo" (ft. 50 Cent a Roddy Ricch)